# Diversidad sexual en Madagascar
Las personas LGBTI en Madagascar se enfrentan a ciertos desafíos legales y sociales no experimentados por otros residentes. La homosexualidad es legal, sin embargo, las personas LGBTI se encuentran expuestos a la ausencia de leyes que prohíban la discriminación basada en la orientación sexual e identidad de género, sumado a que no existe reconocimiento para las parejas del mismo sexo.

## Legislación y derechos

### Despenalización de la homosexualidad
Los actos homosexuales entre adultos, por mutuo consentimiento y dentro del ámbito privado nunca han sido criminalizados por la ley desde su formación como Estado soberano en 1960. La mayoría de edad en la legislación malgache está fijada en 21 años. El Código Penal establece en el Artículo 331 sanciones de prisión y multas para los actos que sean «indecentes o contra natura con un individuo del mismo sexo menor a 21 años de edad», por lo que bajo esta interpretación, la edad de consentimiento sexual homosexual no se encuentra equiparada a la heterosexual.

### Reconocimiento de las parejas del mismo sexo
No existe ningún tipo de reconocimiento hacia las parejas formadas por personas del mismo sexo en forma de matrimonio o de unión civil en Madagascar, por ende, el Estado de Madagascar tampoco reconoce a la familia homoparental. En Madagascar no están prohibidas constitucionalmente las uniones civiles o el matrimonio entre personas del mismo sexo; sin embargo, es improbable que se apruebe un proyecto de ley en los próximos años que pueda permitir que las parejas del mismo sexo tengan el mismo derecho que las parejas heterosexuales a acceder a las uniones civiles o al matrimonio.

### Leyes y medidas antidiscriminación
Madagascar, al igual que la gran mayoría de países de África, no posee ningún tipo de legislación, norma, medida o artículo en el código penal que prohíba la discriminación por motivos de orientación sexual o identidad y expresión de género en áreas como en el acceso al empleo, la educación, los servicios de salud, el acceso a la justicia, la vivienda o el acceso a lugares y/o establecimientos tanto públicos o privados, entre otros.

## Condiciones sociales

### Activismo LGBT
La Asociación de Gais y Lesbianas de Madagascar (AGLM), es una colectividad que lucha por la igualdad de derechos de la comunidad LGBT en el país.